# Бурштинові війни
Бурштинові війни, або бурштинова лихоманка, також конфлікт щодо незаконного видобутку бурштину в Україні (чи точніше сказати конфлікти) — протистояння між силовими структурами України, з одного боку, та кримінальними угрупованнями й копачами, переважно у Волинській, Рівненській та Житомирській областях, через незаконний видобуток останніми бурштину. Конфлікт у свою чергу поділяється на купу локальних, де сторонами виступають як силові структури України з одного боку проти місцевих кримінальних угруповань з іншого боку, так і сутички, де сторонами протистояння є самі місцеві кримінальні угруповання, які воюють між собою за контроль над нелегальним видобутком бурштину.
У 2010-х роках на Поліссі значних масштабів набуло кустарне нелегальне видобування бурштину, пік якого припав на 2016—2017 рік . Його обсяги оцінювали від 120 до 300 тонн на рік, хоча справжня величина залишається невідомою. Спроби державних органів зупинити незаконний видобуток вилилися в конфлікт щодо незаконного видобутку бурштину в Україні. Було відкрито кілька кримінальних справ, а двох депутатів, звинувачених у причетності до збуту, позбавили недоторканості.

## Історія нелегального видобування

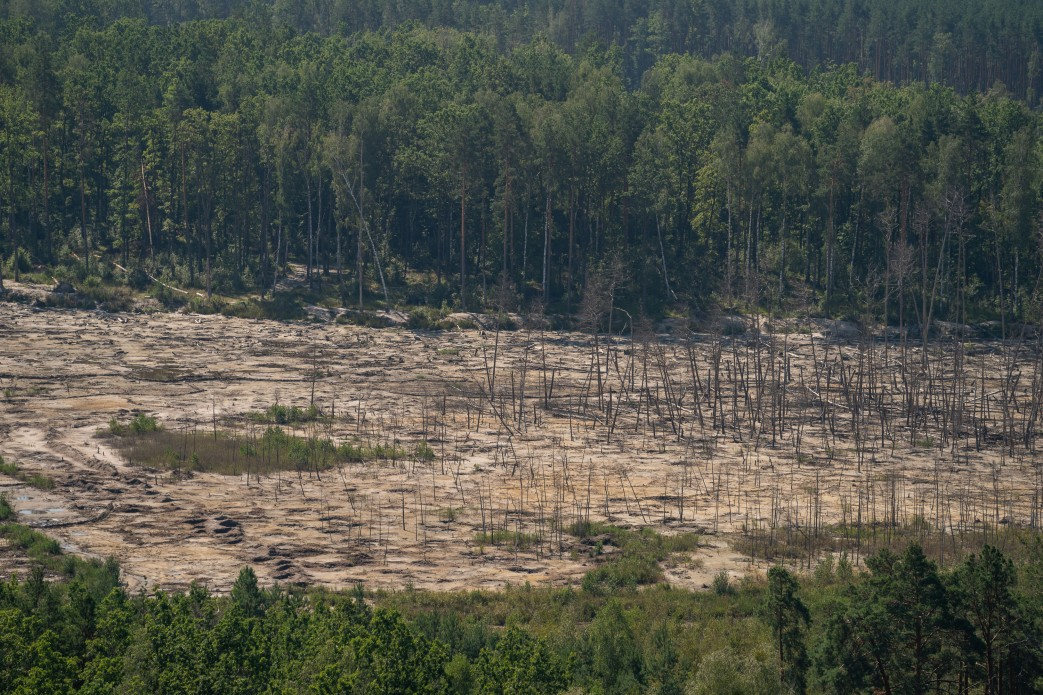
Наслідки нелегального видобутку бурштину на Житомирщині

Заплутане правове регулювання користування надрами, складність процедури отримання спеціального дозволу на користування надрами, необхідність отримання цілої низки дозволів, рішень для початку видобування корисних копалин тривалий час відлякувало потенційних інвесторів від вкладення грошей у розробку бурштинових родовищ. Зростання цін на бурштин на світовому ринку дорогоцінного каміння, низький рівень зайнятості в регіонах покладів та корупція, в тому числі й у правоохоронних органах, незначна відповідальність за незаконне видобування корисних копалин, відносна дешевизна та простота технології кустарного видобування бурштину через його приповерхневе залягання — спричинили значні масштаби нелегального видобування бурштину.
В протидію незаконному видобутку бурштину 23 квітня 2015 р. в першому читанні було прийнято проект Закону України «Про видобування та реалізацію бурштину» (№ 1351-1). Однак численні кустарні видобутки бурштину не припинились, а проект зрештою не був прийнятий. Незаконний контроль цілих районів криміногенними структурами, періодичні перестрілки між бандами та місцевим населенням, бездіяльність правоохоронних органів, продовження псування родовищ спричинило руйнування екосистеми в місцях незаконного видобутку бурштину, зокрема на Житомирщині.

## Державний контроль
У сфері добування бурштину державний нагляд (контроль) в Україні здійснюють Держекоінспекція, Держлісагентство, та Держгеонадра.

## У Культурі
Бурштинові війни були висміяні групою «Плюшевий Бруклін». [Архівовано 20 серпня 2021 у Wayback Machine.]